# 베리예프 A-50
A-50 메인스테이는 러시아의 조기경보기이다. 나토명 메인스테이. 중국도 최근 이를 국산화하여 KJ-2000 조기경보기를 개발하였다. 일류신 Il-76 수송기에 조기경보 레이다를 장착한 것이다. 이전의 Tupolev Tu-126 조기경보기(나토명 모스)를 대체하였다. 1978년 초도비행하여, 1992년까지 40대 정도가 생산되었다.
A-50 메인스테이는 최대이륙중량 170톤으로 175톤인 E-767과 동급이다. 일본은 4대의 E-767을 보유하고 있다. 중국은 KJ-2000 조기경보기를 5대 보유하고 있는데, 서방 군당국은 이것이 중국 독자개발이라기 보다는 A-50 메인스테이라고 보고 있다. 역시 최대이륙중량 170톤급이다. 러시아, 중국, 일본이 170톤급 조기경보기를 보유한 반면에, 한국은 최근 77톤의 E-737 4대를 미국에 주문했다.

## 파생형
- A-50M - Modernized Russian Version fitted with mid-air refueling capability.[1]
- A-50U - updated Russian variant
- Izdeliye-676[2] - One-off stop-gap telemetry and tracking aircraft.
- Izdeliye-776[2] - One-off stop-gap telemetry and tracking aircraft.
- Izdeliye-976 (SKIP)[2] - (СКИП - Самолетный Контрольно-Измерительный Пункт, Airborne Check-Measure-and-Control Center) - Il-76 based Range Control and Missile tracking platform. Initially built to support Raduga Kh-55 cruise missile tests.Has fixed radar cover filled with other equipment and glassed navigator cockpit, (One prototype and five production conversions).
- Izdeliye-1076[2] - One-off special mission aircraft with unknown duties.
- A-50I - 이스라엘 팔콘 레이다 장착. 중국을 위해 개발되었으나, 2000년 미국의 압력으로 취소되었다.
- A-50E/I - 수출형. 러시아산 쉬멜 레이다 또는 이스라엘제 팔콘 레이다 사용
- KJ-2000 - 중국산 버전. 서방 군당국은 A-50I로 보고 있다.

## Specifications (A-50)
일반 특성
- 승무원: 15
- 길이: 49.59m (152 ft 8 in)
- 날개폭: 50.50 m (165 ft 6 in)
- 높이: 14.76 m (48 ft 5 in)
- 날개면적: 300 m² (3,228 ft²)
- 공허중량: 75,000 kg (165,347 lb)
- 최대이륙중량: 170,000 kg (374,786 lb)
- 엔진: 4× Aviadvigatel PS-90A turbofan, 157 kN (35,200 lbf) 각각

성능
- 최대속도: 800 km/h (497 mph)
- 항속거리: 6,400 km (3,977 mi)
- 상승한도: 12,000 m (39,371 ft)

## 같이 보기
유사기종:
일류신 Il-76, KJ-2000
비교기종:
E-3 센트리